# جائزة آنا بوليتكوفسكايا
جائزة آنا بوليتكوفسكايا (بالفرنسية: Prix Anna Politkovskaya)‏ هي جائزة باسم الصحافية آنا بوليتكوفسكايا تكريماً لها، وتمنح الجائزة للمدافعات عن حقوق الإنسان في مناطق الحروب والنزاع. تأسست الجائزة سنة 2007.
تَمنح الجائزة منظمة حقوق الإنسان للوصول لجميع النساء في الحرب (RAW in WAR)، والتي تركز بشكل خاص على حماية حقوق المرأة في زمن الحرب.

## قائمة الحاصلات على الجائزة
- 2007: ناتاليا إستيميروفا (1958–2009)، روسيا
- 2008: ملالي جويا (1978)، أفغانستان
- 2009: حركة المليون توقيع، إيران
- 2010: حليمة بشير، السودان
- 2011: رزان زيتونة (1977)، سوريا
- 2012: ماري كولفين (1956–2012)، الولايات المتحدة
- 2013: ملالا يوسفزي (1997)، باكستان
- 2014: فيان دخيل (1971)، العراق
- 2015: خلود وليد (1984)، سوريا
- 2016: جينيث بيدويا ليما (1974)، روسيا
- 2017: غولالاي إسماعيل (1986)، باكستان. وغوري لانكيش (1962 - 2017)، الهند.